# Hep, hep
Hep, hep! är ett klassiskt antisemitiskt uttryck. Betydelsen är osäker och kan ha avsett vallpojkarnas rop vid indrivning av fåren men har också antagits att vara dels förkortning av hebré, dels sammanställning av begynnelsebokstäverna i korsfararparollen "Hierosolyma est perdita" (Jerusalem är förlorat). Det tycks dock ha använts första gången mot judarna vid kravallerna 1819 i Würzburg, Tyskland. Dessa händelser går därför under benämningen "Hep-hep-oroligheterna".